# Pascual de Andagoya
Pascual de Andagoya (1495 – Cuzco, 18 de julho de 1548) foi um conquistador espanhol que participou na conquista do Panamá, Colômbia e Peru e exerceu vários cargos coloniais.

## Biografia
Esta passagem carece de fontes.
A carreira de Andagoya começou no Panamá, cuja capital ele fundou em 1519 com 400 colonos. Mais tarde seguiu para o sul em direção à costa colombiana, até chegar em San Juan, onde tomou posse como governador. Foi então que ele soube da existência do Império Inca, no território distante chamado "Birú", ou "Pirú". Em 1522, Andagoya tentou uma conquista, mas a expedição terminou em grande fracasso.
Com sua saúde se deteriorando, ele retornou ao Panamá e espalhou a notícia de suas descobertas, em particular a existência de uma terra de enormes riquezas em ouro e prata, o Peru. Em 1524, Francisco Pizarro, juntamente com o soldado Diego de Almagro e o padre Hernando de Luque, formaram uma expedição usando navios de Andagoya.
Andagoya foi recompensado em 1539 por Carlos I com o cargo de visitador de índios, que ele desempenhou com zelo rigoroso. Em 1540, ele proclamou-se governador de Popayán, cargo que ocupou até 1542, quando o legítimo governador Sebastián de Belalcázar o tira do cargo sob pressão. Andagoya morreu em Cuzco em 18 de julho de 1548.